# Parnassius dongalaicus
Parnassius dongalaicus là một loài bướm ngày sinh sống ở vùng núi cao được tìm thấy ở Trung Quốc.